# Pemuxtitla, Hidalgo
Pemuxtitla är en ort i Mexiko.   Den ligger i kommunen Molango de Escamilla och delstaten Hidalgo, i den sydöstra delen av landet, 160 km norr om huvudstaden Mexico City. Pemuxtitla ligger 1 298 meter över havet och antalet invånare är 269.
Terrängen runt Pemuxtitla är kuperad åt nordost, men åt sydväst är den bergig. Runt Pemuxtitla är det glesbefolkat, med 20 invånare per kvadratkilometer. Närmaste större samhälle är Lototla, 4,8 km öster om Pemuxtitla. I omgivningarna runt Pemuxtitla växer i huvudsak blandskog.